# Erich Winkler
Erich Winkler (* 23. Mai 1968 in Neumarkt-Sankt Veit) ist ein deutscher Behindertenradsportler in der Klasse C1.

## Sportlicher Werdegang
Erich Winkler ist gelernter Raumausstatter und Parkettleger. Neben seinem Beruf betrieb er immer Sport, zuletzt startete er bei Volksläufen und Halbmarathons. Am 13. April 2001 hatte Winkler einen Unfall mit dem Motorrad, bei dem er den rechten Arm und das linke Bein verlor; Anfang 2002 begann er mit dem Radsport.
2004, 2008 und 2012 startete Winkler bei Sommer-Paralympics in verschiedenen Disziplinen auf Bahn und Straße.  Nachdem er bei den Paralympics 2004 eine Bronzemedaille gewonnen hatte und dafür am 16. März 2005 das Silberne Lorbeerblatt erhalten hatte, waren seine besten Platzierungen später jeweils ein vierter Rang in der Einerverfolgung auf der Bahn 2008 sowie im Einzelzeitfahren auf der Straße. In den folgenden Jahren belegte er zahlreiche vordere Plätze bei nationalen und internationalen Wettbewerben. Bei den UCI-Paracycling-Straßenweltmeisterschaften 2015 in Nottwil errang er Bronze im Straßenrennen.
Bei den UCI-Paracycling-Bahnweltmeisterschaften 2016 im italienischen Montichiari wurde Erich Winkler Weltmeister im Scratch.
Im selben Jahr wurde Winkler für die Sommer-Paralympics in Rio de Janeiro zum Start in der Einerverfolgung, dem 1000-Meter-Zeitfahren auf der Bahn, dem Einzelzeitfahren auf der Straße sowie dem Straßenrennen nominiert. In der Einerverfolgung klickte seine Beinprothese aus der Pedale, so dass er ein zweites Mal starten durfte und sich für das kleine Finale um Bronze qualifizierte. Dort verlor er gegen den Niederländer Arnoud Nijhuis.